# Xenylla acauda
Xenylla acauda är en urinsektsart som beskrevs av Hermann Gisin 1947. Xenylla acauda ingår i släktet Xenylla och familjen Hypogastruridae. Arten är reproducerande i Sverige. Inga underarter finns listade i Catalogue of Life.